# Kristijan Trapanovski
Kristijan Trapanovski (in macedone Кристијан Трапановски?; Bitola, 14 agosto 1999) è un calciatore macedone, centrocampista del Dundee Utd e della nazionale macedone.

## Carriera

### Club
Cresciuto nell'Akademija Pandev, ha giocato in prima squadra nella stagione 2016-2017 prima trasferirsi allo Sparta Praga. Con il club ceco non è mai riuscito a debuttare, trascorrendo gli anni successivi in prestito a Tatran Prešov, Viktoria Žižkov e Podbrezová.
Nel 2020 è rientrato in Macedonia del Nord all'Akademija, ma dopo soli sei mesi ha cambiato squadra firmando con lo Shkupi. Con il club biancoblu ha disputato tre stagioni e mezza da titolare, vincendo il campionato nella stagione 2021-2022 e collezionando 120 presenze condite da 15 reti.
Il 27 giugno 2024 è stato acquistato dal Dundee Utd.

### Nazionale
Ha giocato nelle nazionali giovanili macedoni Under-17, Under-19 ed Under-21.
Il 22 ottobre 2022 ha debuttato con la nazionale maggiore macedone nell'incontro amichevole perso 1-0 contro l'Arabia Saudita. Il 22 marzo 2025, a distanza di due anni e mezzo dalla prima ed unica apparizione, è sceso nuovamente in campo nella partita di qualificazione per il campionato mondiale 2026 vinta 3-0 contro il Liechtenstein.

## Statistiche

### Presenze e reti nei club
Statistiche aggiornate al 17 maggio 2025.
| Stagione                | Squadra                 | Campionato              | Campionato | Campionato | Coppe nazionali | Coppe nazionali | Coppe nazionali | Coppe continentali | Coppe continentali | Coppe continentali | Altre coppe | Altre coppe | Altre coppe | Totale | Totale | Totale |
| Stagione                | Squadra                 | Comp                    | Pres       | Reti       | Comp            | Pres            | Reti            | Comp               | Pres               | Reti               | Comp        | Pres        | Reti        | Pres   | Reti   |        |
| ----------------------- | ----------------------- | ----------------------- | ---------- | ---------- | --------------- | --------------- | --------------- | ------------------ | ------------------ | ------------------ | ----------- | ----------- | ----------- | ------ | ------ | ------ |
| 2016-2017               | Akademija Pandev        | VL                      | 12         | 1          | CM              | 0               | 0               | -                  | -                  | -                  | -           | -           | -           | 12     | 1      |        |
| gen.-giu. 2018          | Tatran Prešov           | SL                      | 4          | 0          | CS              | 0               | 0               | -                  | -                  | -                  | -           | -           | -           | 4      | 0      |        |
| 2018-2019               | Viktoria Žižkov         | FNL                     | 9          | 0          | CRC             | 0               | 0               | -                  | -                  | -                  | -           | -           | -           | 9      | 0      |        |
| 2019-2020               | Podbrezová              | 1L                      | 10         | 2          | CS              | 0               | 0               | -                  | -                  | -                  | -           | -           | -           | 10     | 2      |        |
| 2020-gen. 2021          | Akademija Pandev        | PL                      | 15         | 1          | CM              | 1               | 0               | -                  | -                  | -                  | -           | -           | -           | 16     | 1      |        |
| Totale Akademija Pandev | Totale Akademija Pandev | Totale Akademija Pandev | 27         | 2          |                 | 1               | 0               |                    | -                  | -                  |             | -           | -           | 28     | 2      |        |
| gen.-giu. 2021          | Shkupi                  | PL                      | 13         | 0          | CM              | 0               | 0               | -                  | -                  | -                  | -           | -           | -           | 13     | 0      |        |
| 2021-2022               | Shkupi                  | PL                      | 32         | 4          | CM              | 1               | 0               | UECL               | 4                  | 0                  | -           | -           | -           | 37     | 4      |        |
| 2022-2023               | Shkupi                  | PL                      | 27         | 5          | CM              | 0               | 0               | UCL+UEL+UECL       | 3+2                | 0                  | -           | -           | -           | 34     | 5      |        |
| 2023-2024               | Shkupi                  | PL                      | 29         | 6          | CM              | 3               | 0               | UECL               | 4                  | 0                  | -           | -           | -           | 36     | 6      |        |
| Totale Shkupi           | Totale Shkupi           | Totale Shkupi           | 101        | 15         |                 | 4               | 0               |                    | 15                 | 0                  |             | -           | -           | 120    | 15     |        |
| 2024-2025               | Dundee Utd              | SP                      | 29         | 3          | CS+CdL          | 1+6             | 0+3             | -                  | -                  | -                  | -           | -           | -           | 36     | 6      |        |
| Totale carriera         | Totale carriera         | Totale carriera         | 180        | 22         |                 | 12              | 3               |                    | 15                 | 0                  |             | -           | -           | 207    | 25     |        |

### Cronologia presenze e reti in nazionale
| Cronologia completa delle presenze e delle reti in nazionale ― Macedonia del Nord | Cronologia completa delle presenze e delle reti in nazionale ― Macedonia del Nord | Cronologia completa delle presenze e delle reti in nazionale ― Macedonia del Nord | Cronologia completa delle presenze e delle reti in nazionale ― Macedonia del Nord | Cronologia completa delle presenze e delle reti in nazionale ― Macedonia del Nord | Cronologia completa delle presenze e delle reti in nazionale ― Macedonia del Nord | Cronologia completa delle presenze e delle reti in nazionale ― Macedonia del Nord | Cronologia completa delle presenze e delle reti in nazionale ― Macedonia del Nord |
| Data                                                                              | Città                                                                             | In casa                                                                           | Risultato                                                                         | Ospiti                                                                            | Competizione                                                                      | Reti                                                                              | Note                                                                              |
| --------------------------------------------------------------------------------- | --------------------------------------------------------------------------------- | --------------------------------------------------------------------------------- | --------------------------------------------------------------------------------- | --------------------------------------------------------------------------------- | --------------------------------------------------------------------------------- | --------------------------------------------------------------------------------- | --------------------------------------------------------------------------------- |
| 22-10-2022                                                                        | Abu Dhabi                                                                         | Arabia Saudita                                                                    | 1 – 0                                                                             | Macedonia del Nord                                                                | Amichevole                                                                        | -                                                                                 | 58’                                                                               |
| 22-3-2025                                                                         | Vaduz                                                                             | Liechtenstein                                                                     | 0 – 3                                                                             | Macedonia del Nord                                                                | Qual. Mondiali 2026                                                               | -                                                                                 | 80’                                                                               |
| Totale                                                                            |                                                                                   | Presenze                                                                          | 2                                                                                 |                                                                                   | Reti                                                                              | 0                                                                                 |                                                                                   |

## Palmarès

### Club

#### Competizioni nazionali
- Campionato macedone: 1

Shkupi: 2021-2022